# Arda Vekiloğlu
Arda Vekiloğlu (Smirne, 21 gennaio 1979) è un ex cestista e allenatore di pallacanestro turco.

## Palmarès

### Giocatore
- Campionato turco: 1

Efes Pilsen: 2001-02
- Coppa di Turchia: 3

Efes Pilsen: 2000-01, 2001-02
Ülkerspor: 2003-04
- Coppa del Presidente: 1

Efes Pilsen: 2000